# Шергазы-хан
Шергазы-хан (1767 — 29 августа 1845) — последний официально признанный российским престолом хан Младшего жуза (1812—1824), второй сын Айшуак-хана, внук Абулхаир-хана.

## Биография
В 1809 — 1812 годах в Младшем жузе правил ханский совет, который обладал лишь номинальной властью.
25 апреля 1810 года по указу царского престола позволило выбрать хана Младшего жуза, которым стал Шергазы-хан вместо погибшего Жанторе-хана. Официально признан ханом близ Оренбурга 22 августа 1812 года.
По характеристикам современников, Шергазы был «труслив, хитер, скрытен, как Раздел партии он не имел никакого значения… его власть простиралась не далее русских форпостов, и кочующие здесь байгуши повиновались ему только по необходимости».
В 1812 году после назначения на ханство Шергазы Каратай-хан продолжил вооруженную борьбу против нового русского ставленника. В ответ в 1812 и 1814 годах в степь были отправлены карательные казацкие экспедиции. Казаки дважды разорили казахские аулы, которые поддерживали Каратай-хана, но его самого взять в плен не смогли. В 1814 году Каратай-хан встретился с оренбургским губернатором и дал письменное обязательство больше никогда не воевать против России.
В 1816 году Шергазы-хан при поддержке русских отрядов совершил нападение на отряды Каратая и султана Арынгазы. В ответ Каратай-хан призвал все взрослое мужское население подниматься на войну против Шергазы-хана и русского владычества. Но вмешательство оренбургского губернатора П. Эссена предотвратило дальнейшее развитие борьбы. Каратай-хан примирился с русской администрацией и окончательно потерял авторитет в степи.
В 1822—1825 гг. участвовал в подавлении восстания казахского батыра Жоламана Тленшиулы. В декабре 1822 г. восставшие убили его сына Ишгазы.
В 1824 году царская администрация утвердила «устав об оренбургских киргизах», разработанный оренбургским генерал-губернатором П. Эссеном. Было принято решение об ликвидации ханской власти в Младшем жузе. Последний хан Младшего жуза Шергазы-хан был вызван в Оренбург и оставлен там на постоянное жительство в 150 рублей серебром в месяц. Ему присвоено звание «первоприсутствующего в Оренбургской пограничной комиссии».
29 августа 1845 года умер близ города Оренбург в степи.